# Ligue des gouvernants anti-corruption
La Ligue des gouvernants anti-corruption (en espagnol : Liga de Gobernantes Anticorrupción abrégé LGA ou LIGA) est un parti politique colombien créé en octobre 2019 par l'ancien maire de Bucaramanga, Rodolfo Hernández ainsi que par les candidats au conseil municipal de 2020-2023. Il est conçu comme une alternative civique indépendante aux partis politiques traditionnels, dans le but d'atteindre la présidence de la république lors des élections de 2022,.

## Résultats électoraux

### Élections présidentielles
| Année | Candidats         | Candidats        | 1er tour  | 1er tour | 2d tour    | 2d tour | Résultat |
| Année | Président         | Vice-président   | Suffrages | %        | Suffrages  | %       | Résultat |
| ----- | ----------------- | ---------------- | --------- | -------- | ---------- | ------- | -------- |
| 2022  | Rodolfo Hernández | Marelen Castillo | 5 965 335 | 28,17    | 10 604 337 | 47,31   | Non élu  |

### Élections législatives
| Année | Sénateurs | Sénateurs | Sénateurs | Représentants | Représentants | Représentants |
| Année | Suffrages | %         | Sièges    | Suffrages     | %             | Sièges        |
| ----- | --------- | --------- | --------- | ------------- | ------------- | ------------- |
| 2022  |           |           | 1 / 108   | 289 959       | 1,02          | 3 / 188       |